# Vis-à-vis (singel)
Vis-à-vis – singel polskiego piosenkarza Mateusza Ziółki z jego drugiego albumu studyjnego, zatytułowanego Tak po prostu.

## Geneza utworu i historia wydania
Utwór napisali i skomponowali Dominic Buczkowski-Wojtaszek, Mateusz Ziółko, Patryk Kumór i Wiktor Dyduła.
Singel ukazał się w formacie digital download 12 sierpnia 2022 w Polsce za pośrednictwem wytwórni płytowej Warner Music Poland. Kompozycja została umieszczona na drugim albumie studyjnym Mateusza Ziółki – Tak po prostu.
Do utworu powstał teledysk, który udostępniono w dniu premiery singla za pośrednictwem serwisu YouTube.

## Pozycje na listach airplay
| Kraj   | Lista             | Najwyższa pozycja |
| ------ | ----------------- | ----------------- |
| Polska | OLiA              | 17                |
| Polska | AirPlay – Nowości | 1                 |

## Wyróżnienia
| Rok  | Konkurs                  | Kategoria    | Rezultat    |
| ---- | ------------------------ | ------------ | ----------- |
| 2022 | Przebój roku RMF FM 2022 | Przebój roku | 47. miejsce |